# Tarsonemus waitei
Tarsonemus waitei är en spindeldjursart som beskrevs av Banks 1912. Tarsonemus waitei ingår i släktet Tarsonemus och familjen Tarsonemidae. Inga underarter finns listade i Catalogue of Life.